# JR西日本テクシア
株式会社JR西日本テクシア（ジェイアールにしにほんテクシア）は、兵庫県尼崎市に本社を置く西日本旅客鉄道（JR西日本）の連結子会社である。

## 概要
JR西日本グループの設備・システムの企画・開発、新設工事、更新作業、稼働開始後のメンテナンスおよび駅集中管理システム（改札口コールシステム）導各駅の監視などを行う。ワンマンICOCAの試験や仮想駅でロボットによる異常早期発見のほか、省エネ診断や熱源機器新設、エスカレータのリニューアルも手掛けている。
社内に教育センターがある。

## 沿革
- 1953年（昭和28年）10月 - 日本国有鉄道の車両部品の修理および機械設備工事等の事業を行う太陽工業株式会社として創立[2]。
- 1970年（昭和45年）4月 - 社名を関西交通機械株式会社に変更[2]。
- 1977年（昭和52年）2月 - 京阪神地区の機械設備工事および保守工事を行う会社として、新交工機株式会社が創立[2]。
- 1991年（平成3年）10月 - 社名を株式会社ジェイアール西日本テクノスに変更[2]。
- 1992年（平成4年）8月 - 本社を大阪市此花区から大阪市淀川区に移転[2]。
- 2004年（平成16年）11月 - 本社を大阪市淀川区から兵庫県尼崎市に移転[2]。
- 2009年（平成21年）10月 - ジェイアール西日本テクノスの機械事業部を吸収分割契約により新交工機に統合。社名を株式会社JR西日本テクシアに変更[2]。
- 2025年（令和7年）1月 - ICOCAを用いたWeb定期券サービス「iCONPASS」を開発[3]。

## 出改札機器

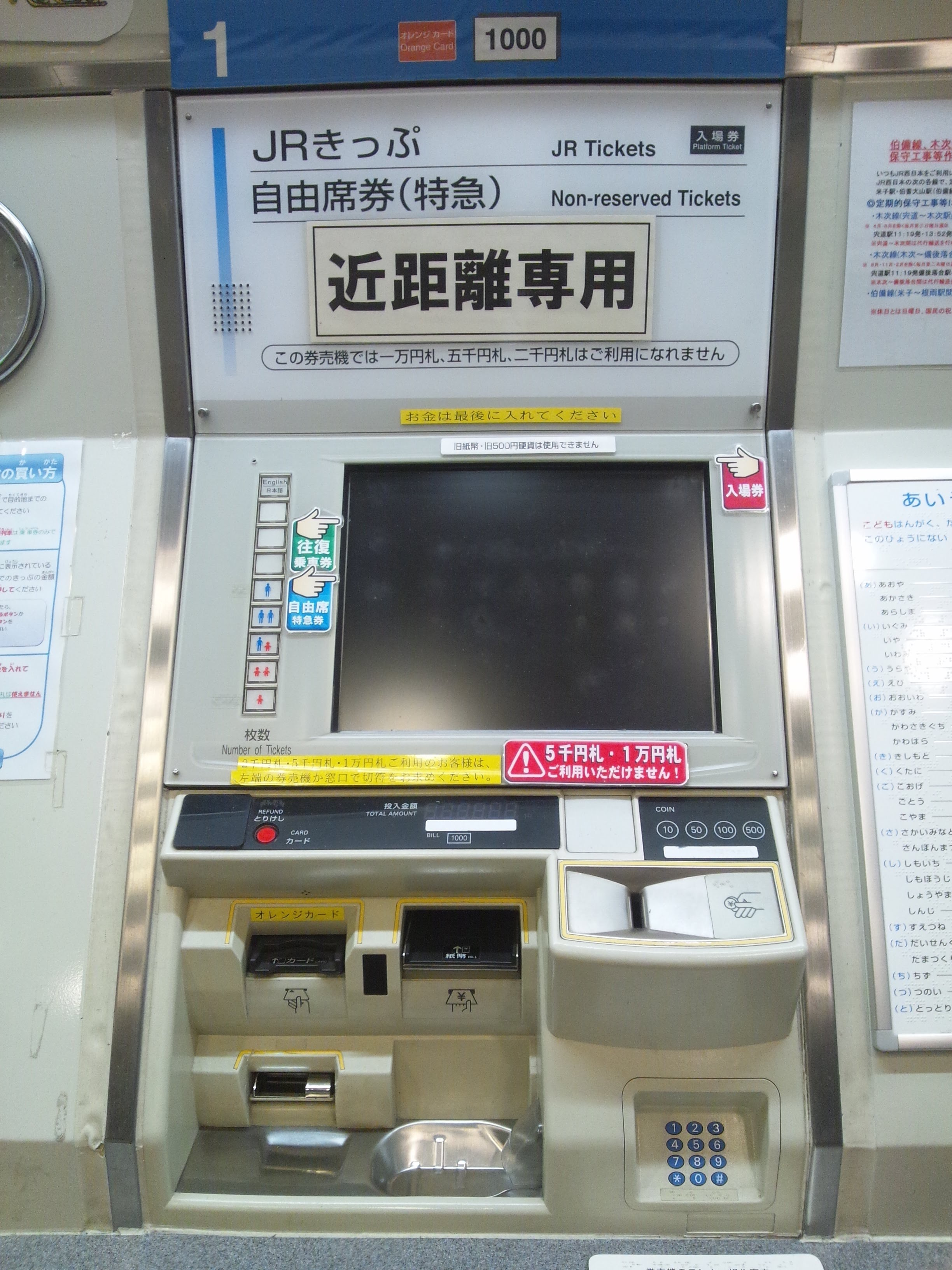
自動券売機LT30

日本信号やオムロンなどの機器メーカーからのOEM供給、ライセンス生産などによって出改札機器の自社開発・生産が開始された。
- 自動改札機（AG70・AG50）

現行の改札機（AG70）はオムロン製のPG-Rのソフト、東芝製のEG-5200の搬送部、日本信号製のGX-7の筐体。先代の改札機（AG50）はオムロン製のU-PGのソフト、日本信号製のGX-7の搬送部、筐体。
なお、AG50のカードタッチ部はICOCAのロゴに、AG70のカードタッチ部は交通系ICカード全国相互利用サービスの公式ロゴになっている。
他にも簡易磁気IC改札機（SG70・SG50）、ICカード専用改札機（IG70・IG50）もある。

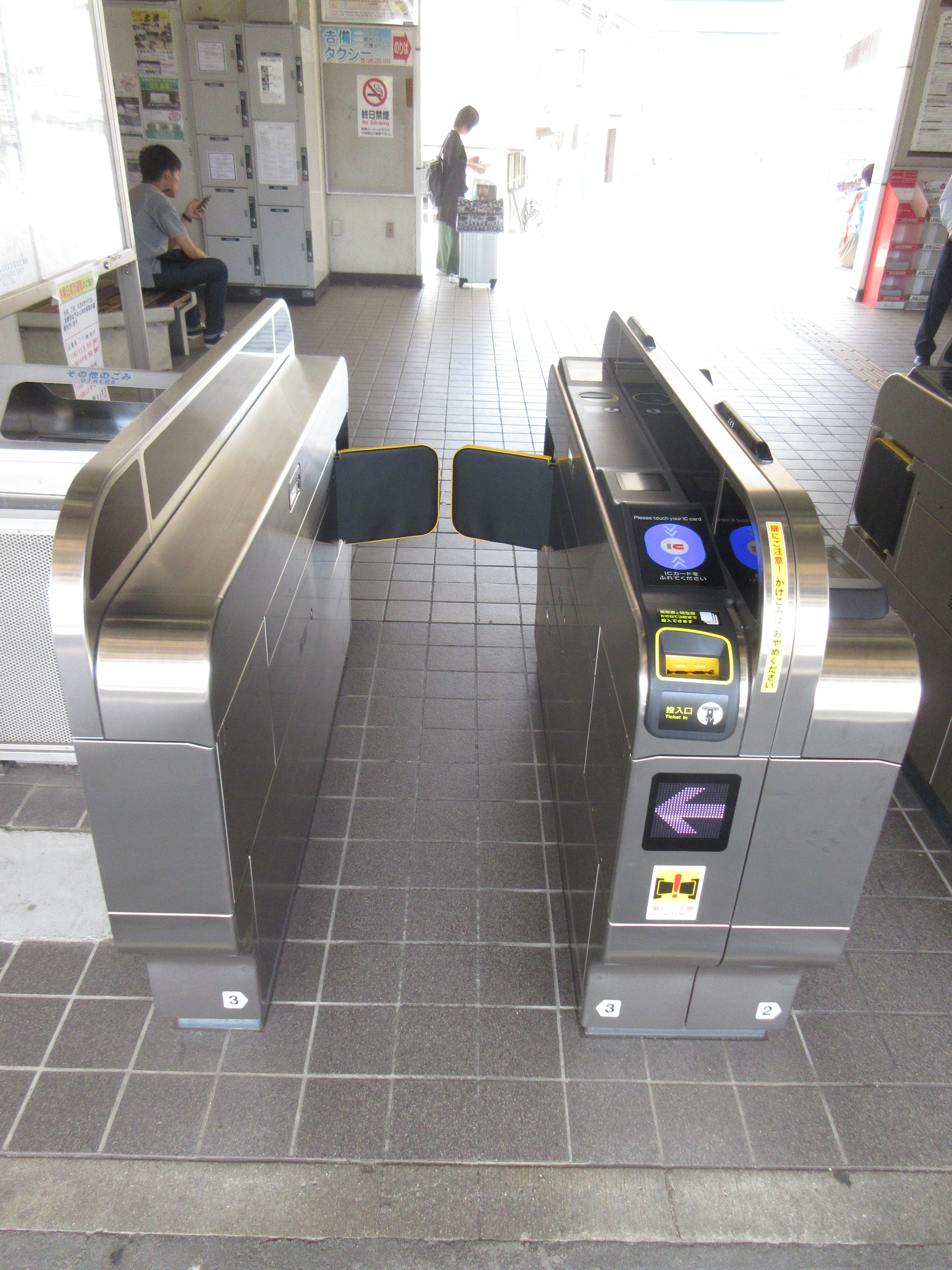
AG70
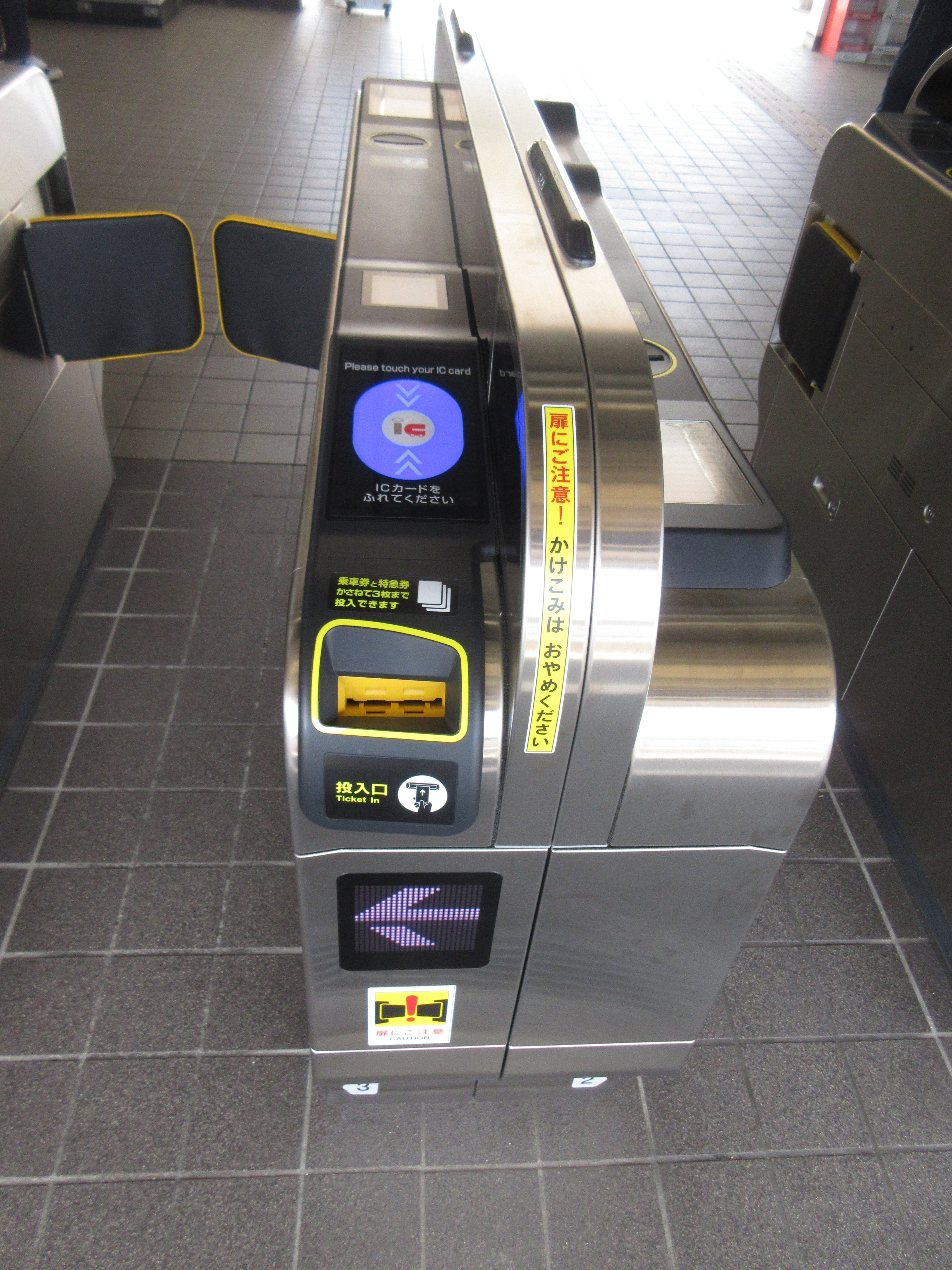
AG70のICカードタッチ部
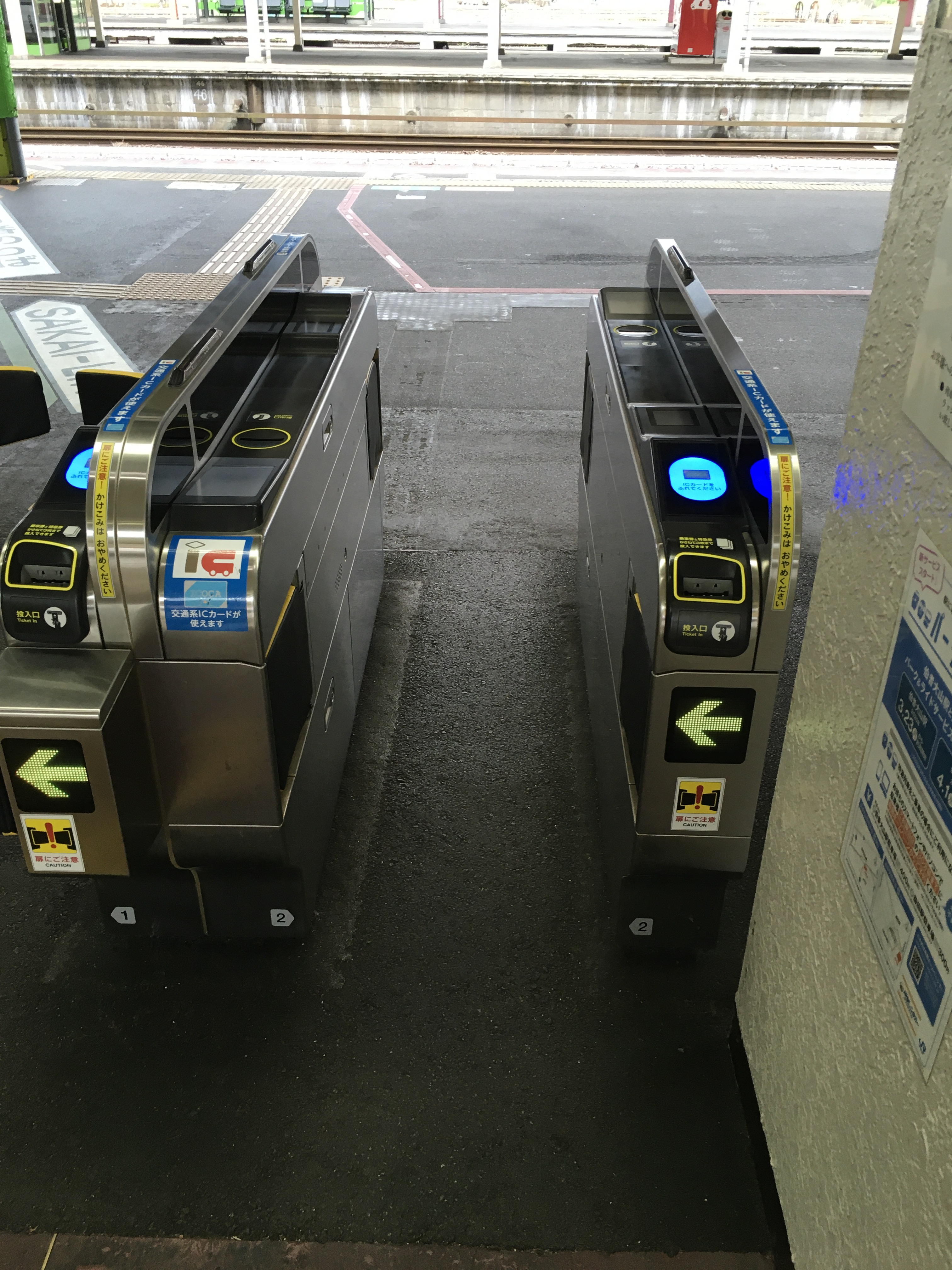
AG50（入場側）
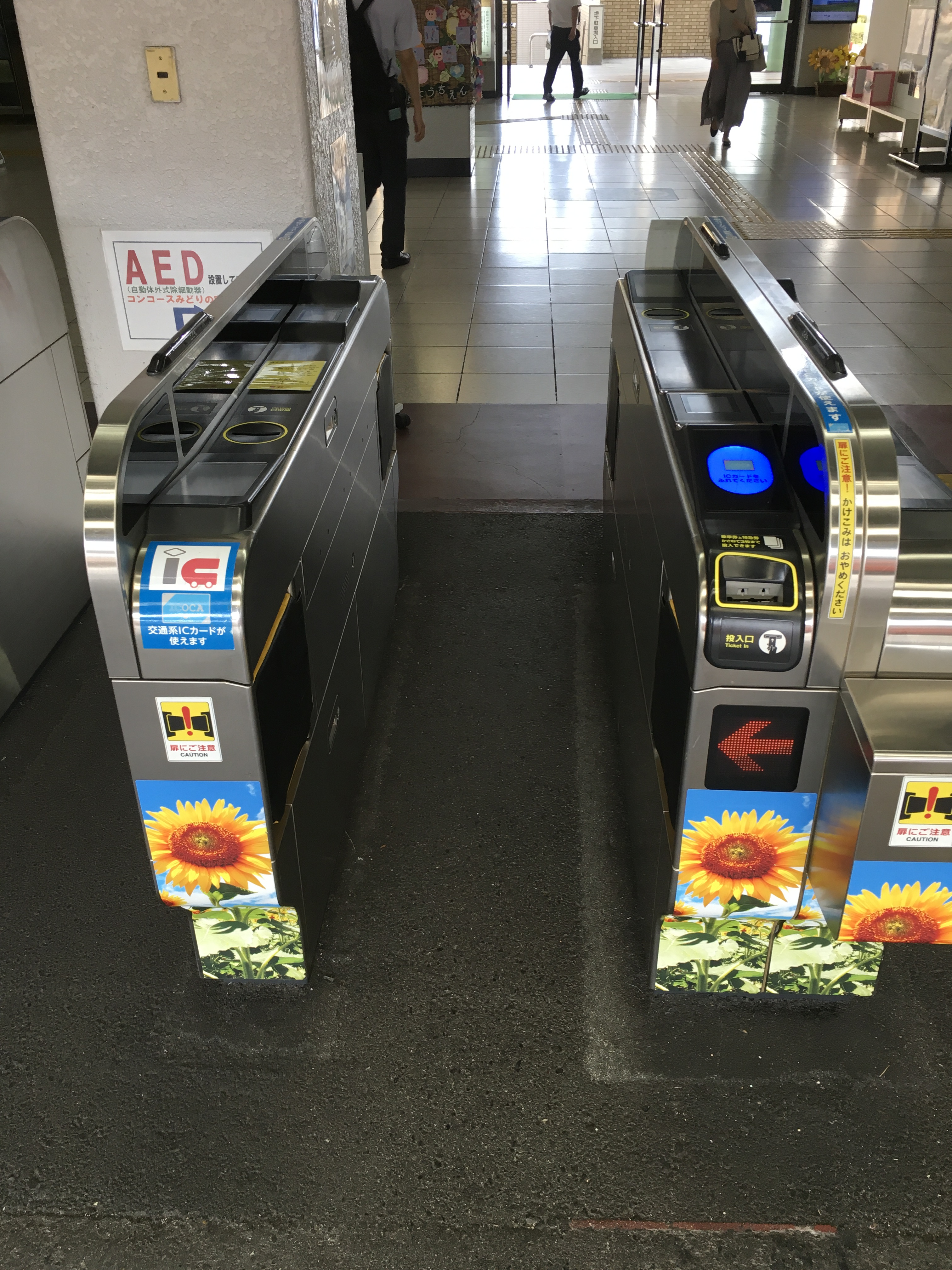
AG50（出場側）
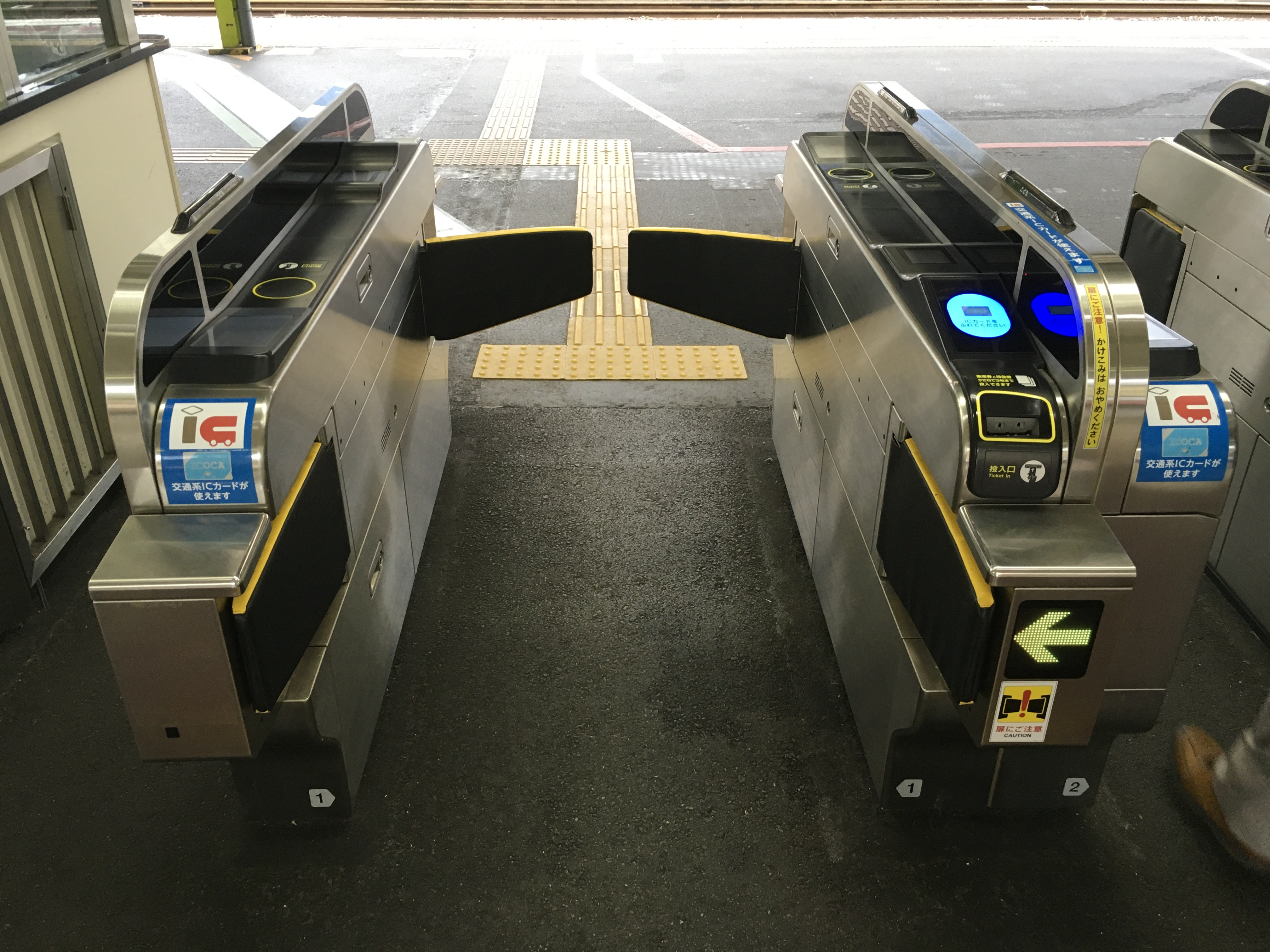
AG50（幅広）
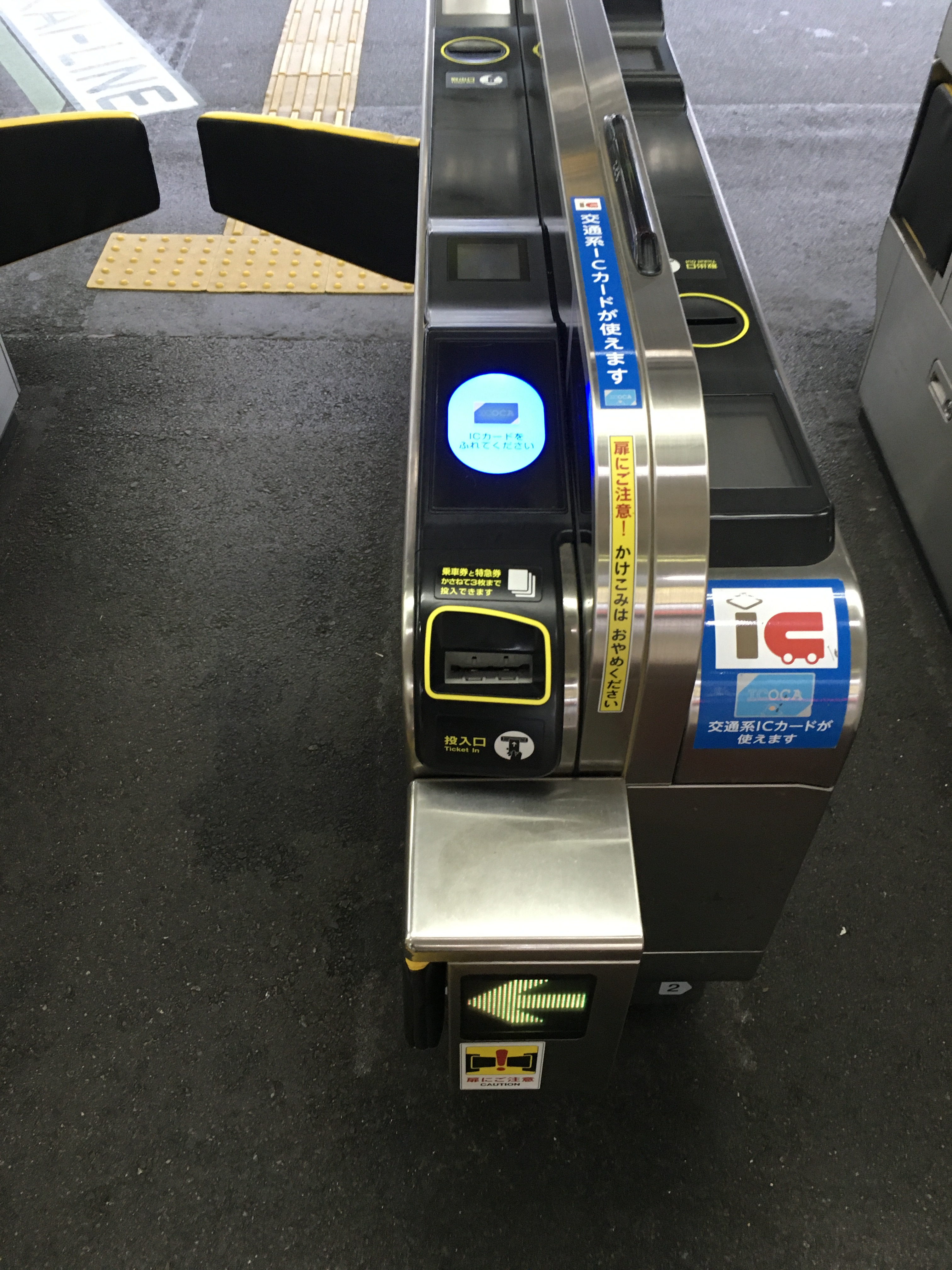
AG50のICカードタッチ部
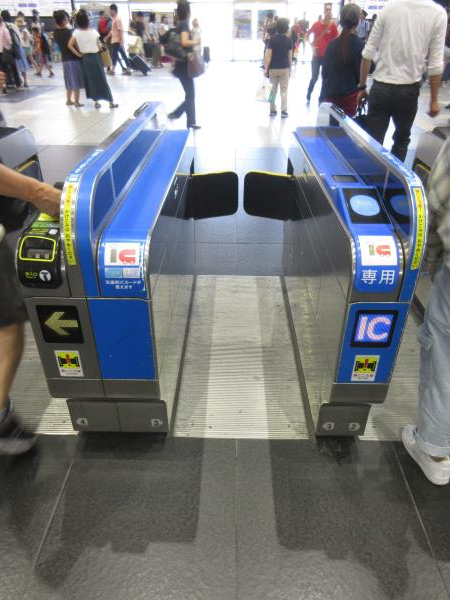
AG50（ICカード専用）
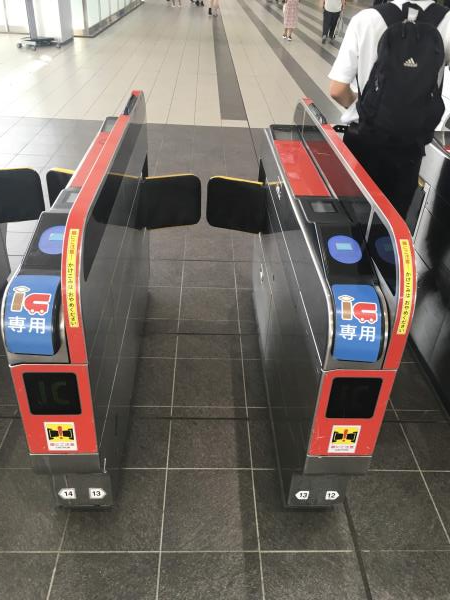
AG50（ICカード専用）広島駅
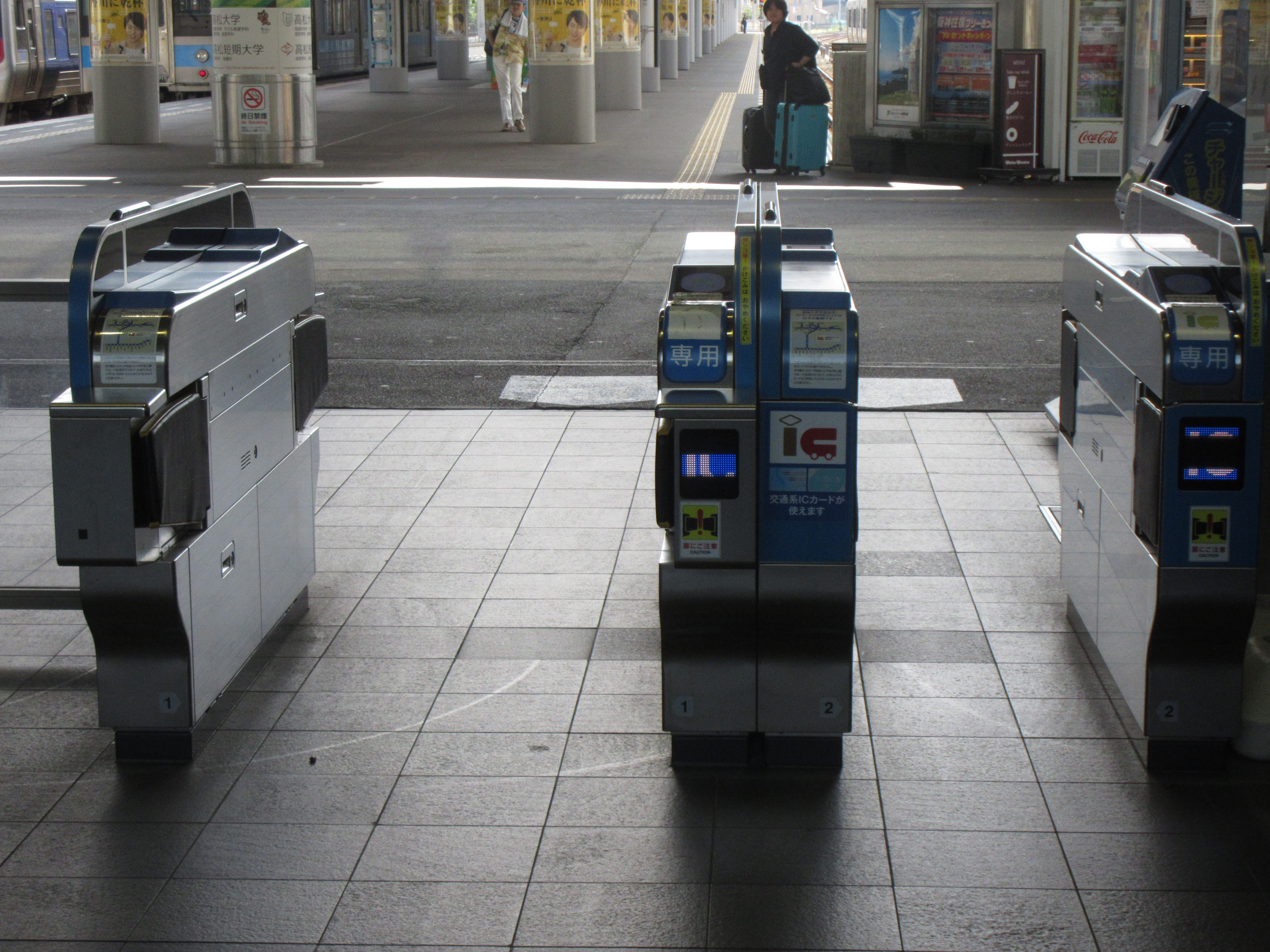
高松駅のAG50（ICカード専用）
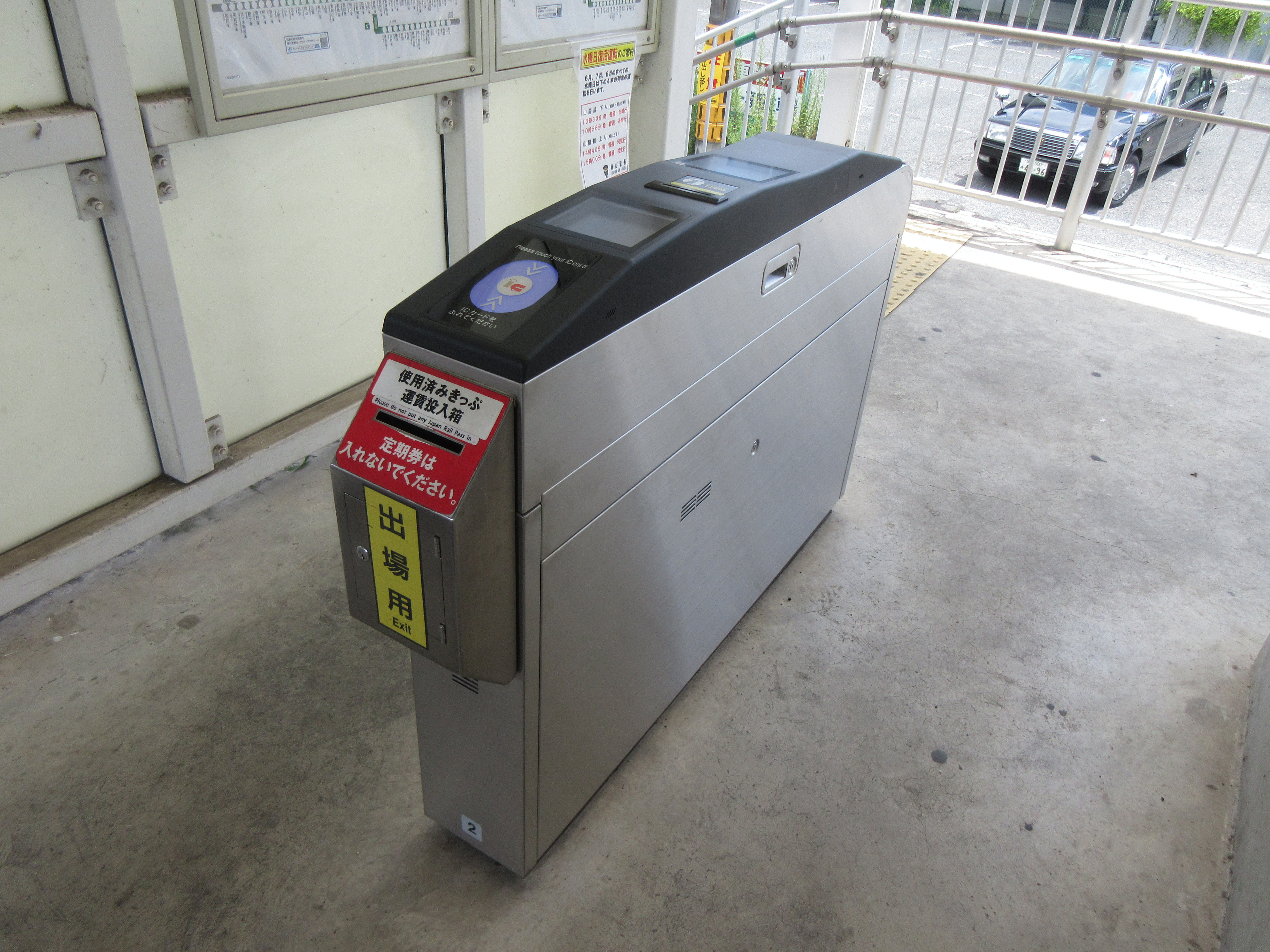
SG70
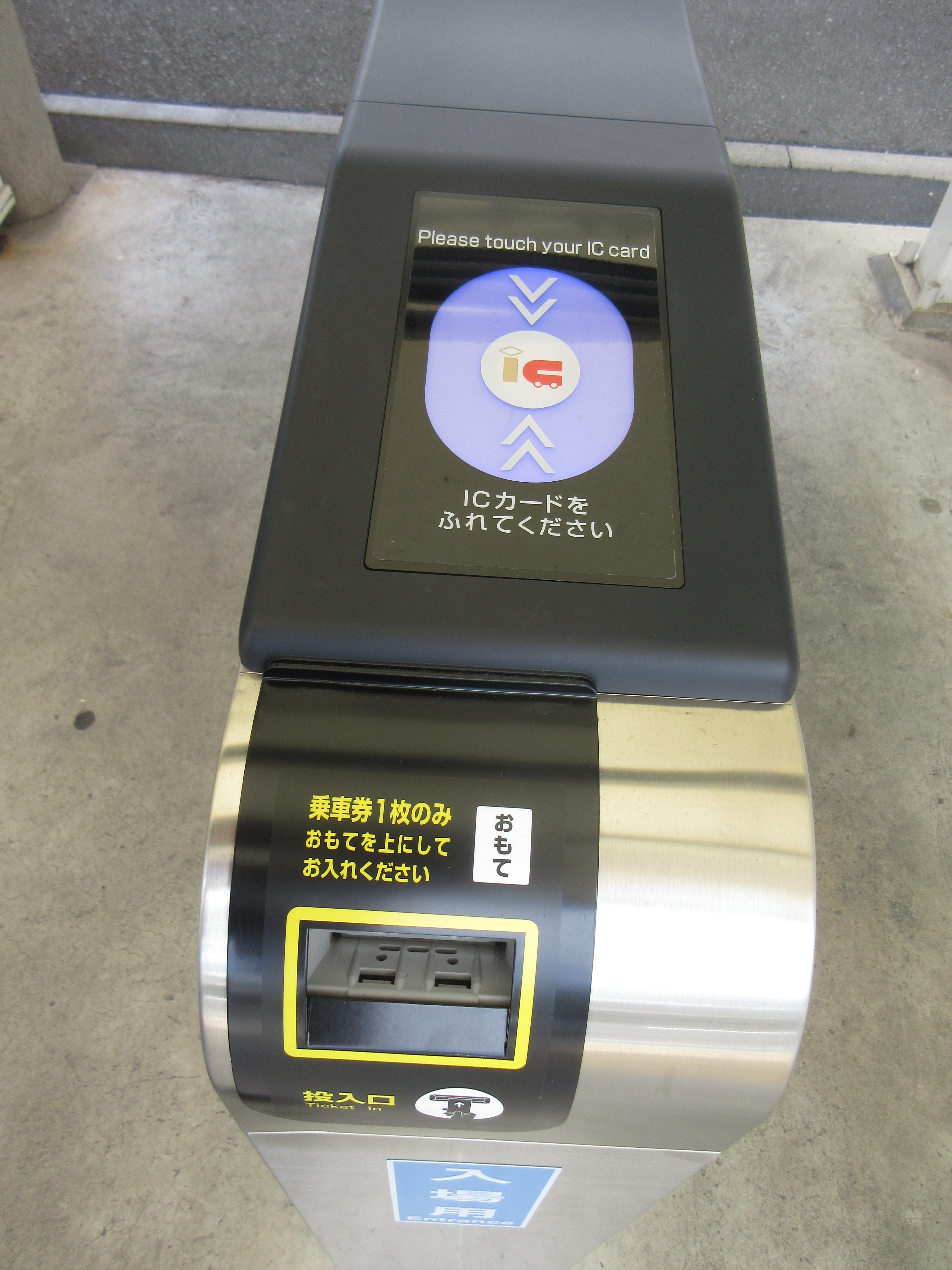
SG70のICカードタッチ部
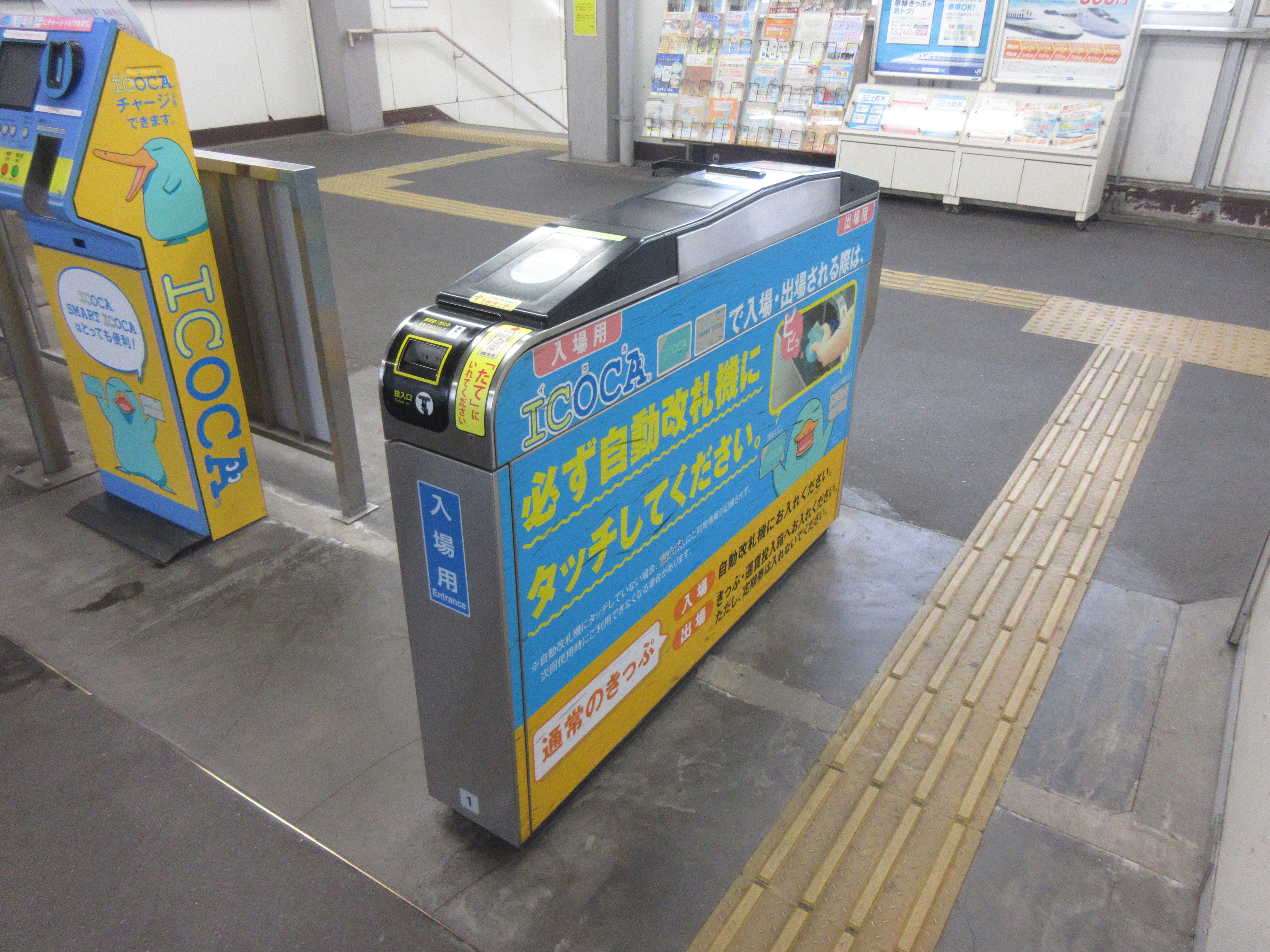
SG50
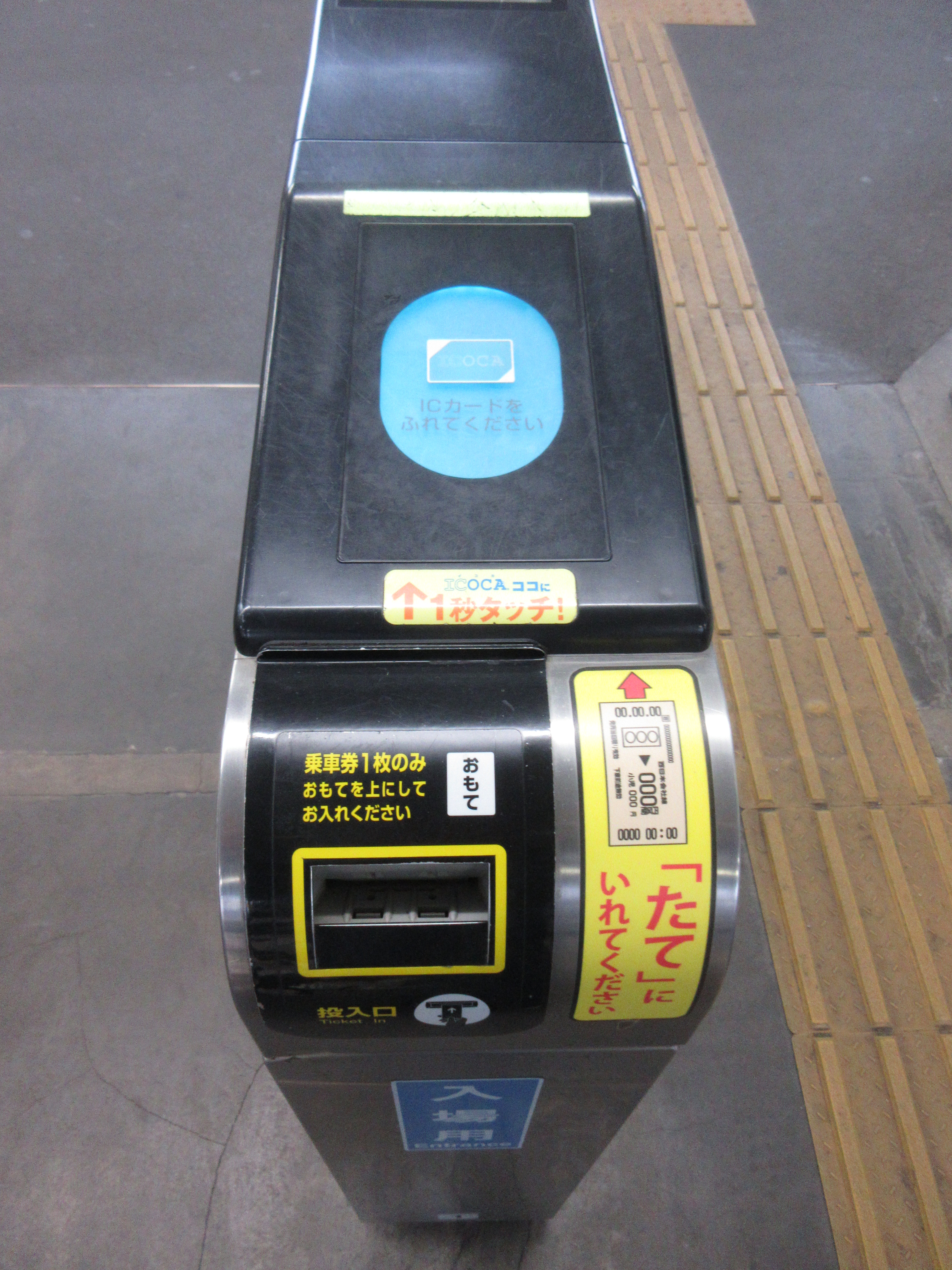
SG50のICカードタッチ部
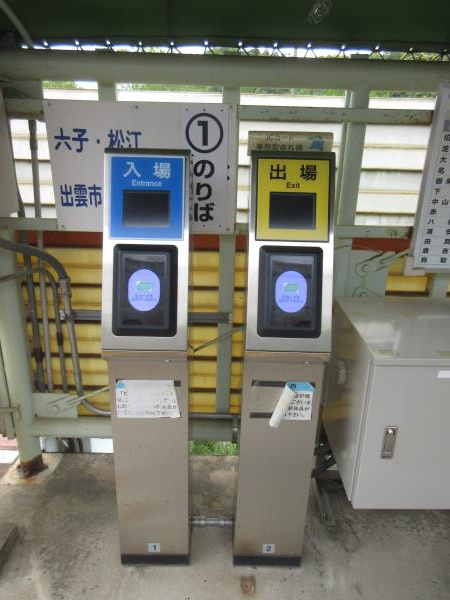
IG50
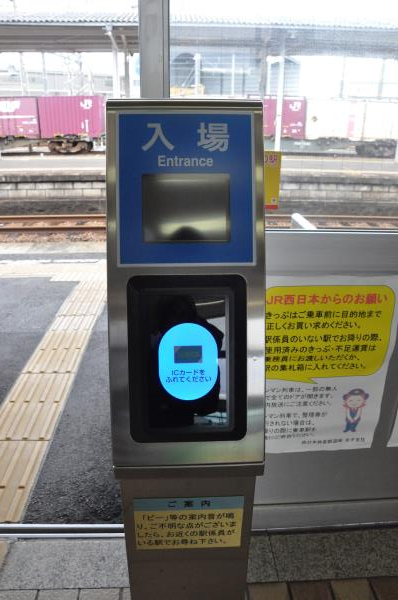
IG50（入場用）
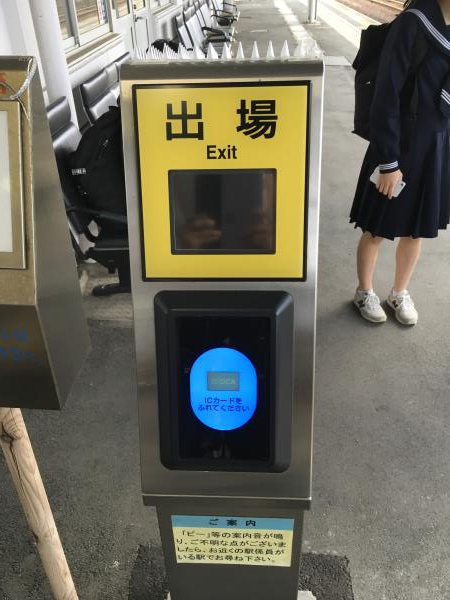
IG50（出場側）

- 自動券売機（HT50、HT30、LT30）

HT50はオムロン製の制御部、カード部に高見沢製の紙幣部、硬貨部、発券部を搭載。

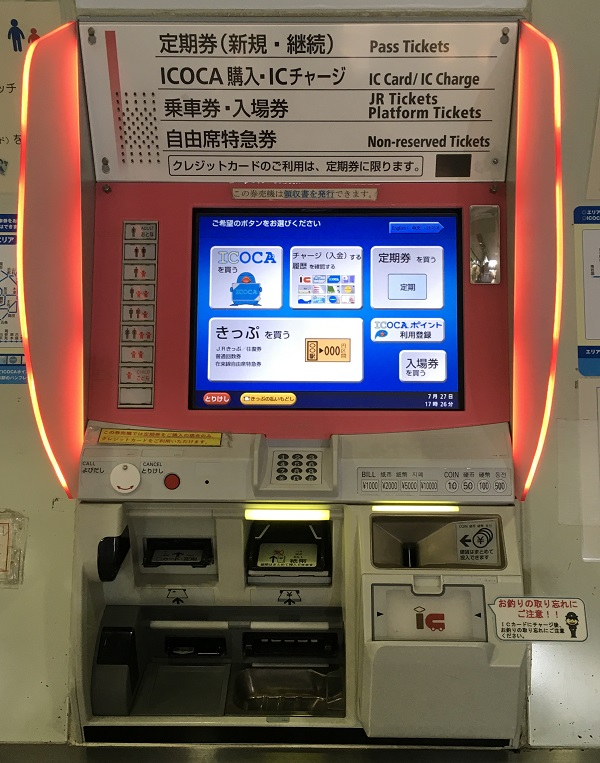
HT50ピンク色（ICカードエリア内）
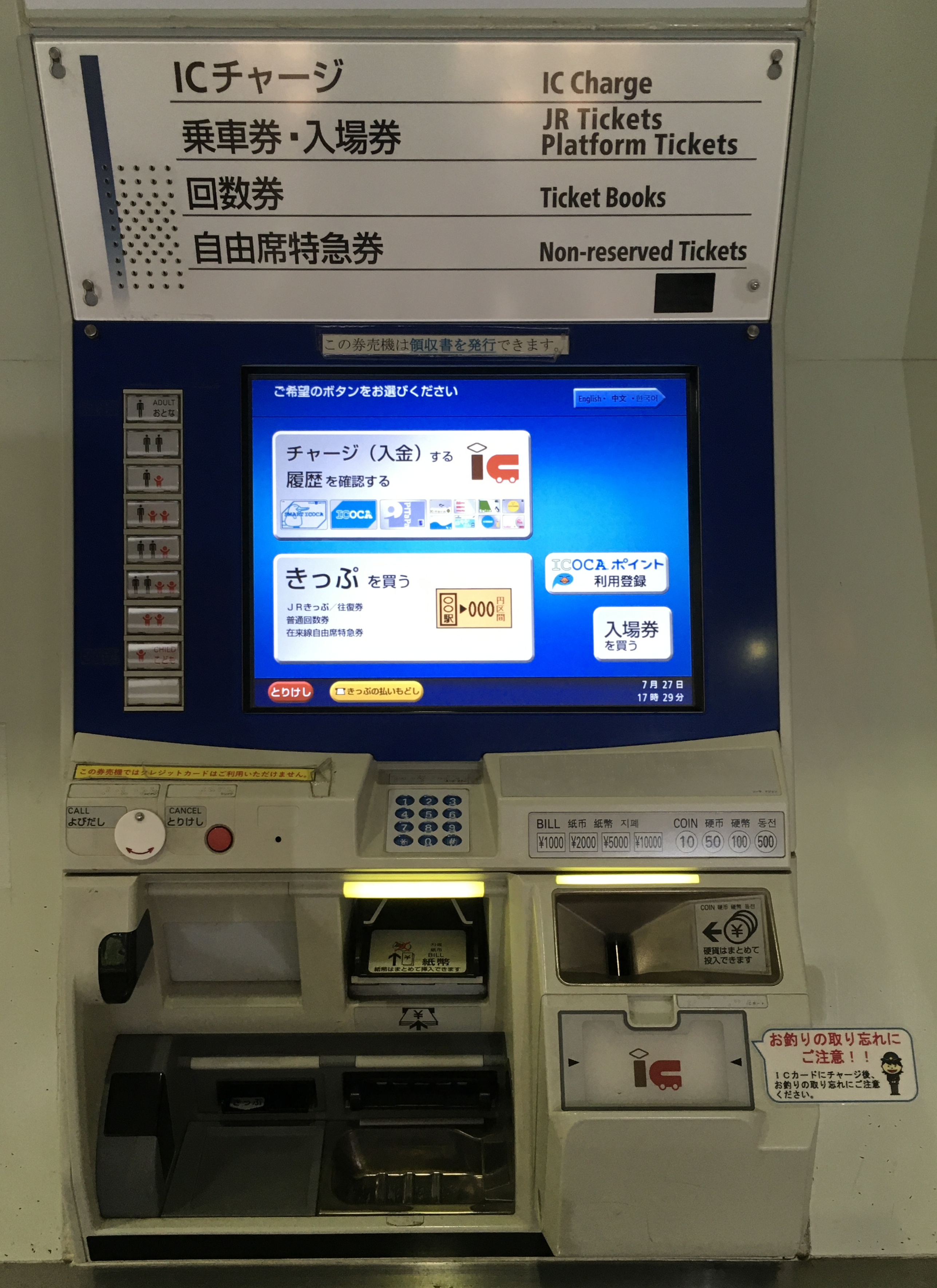
HT50紺色（ICカードエリア内）
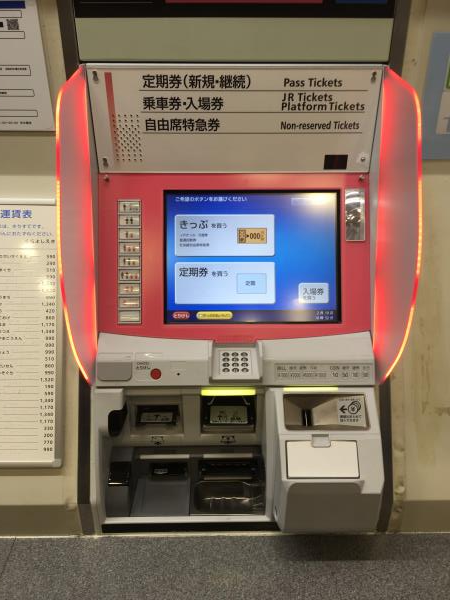
HT50ピンク色（ICカードエリア外でICカードリーダーライターあり）
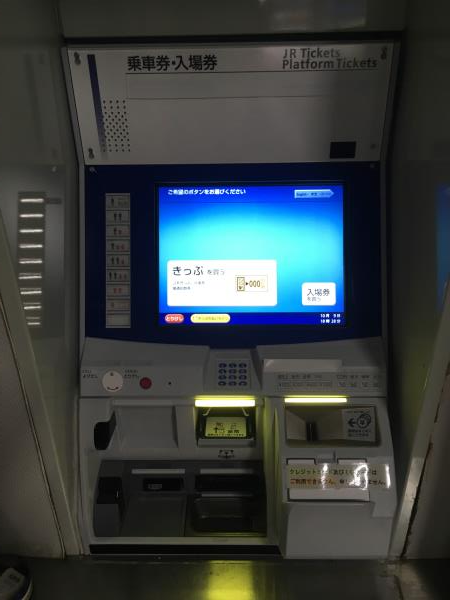
HT50紺色（ICカードエリア外でICカードリーダーライターあり）
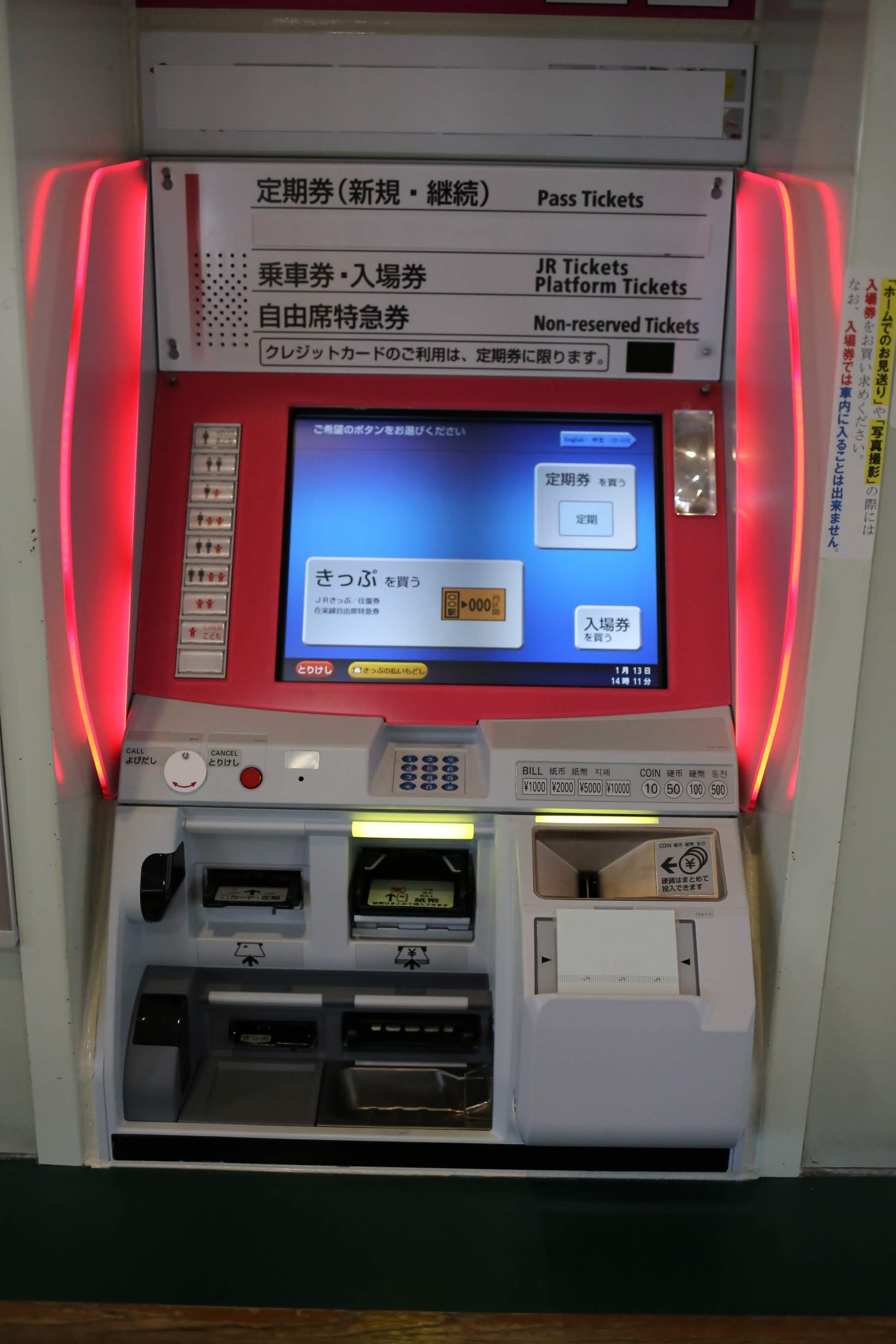
HT50ピンク色（ICカードサービス直前）
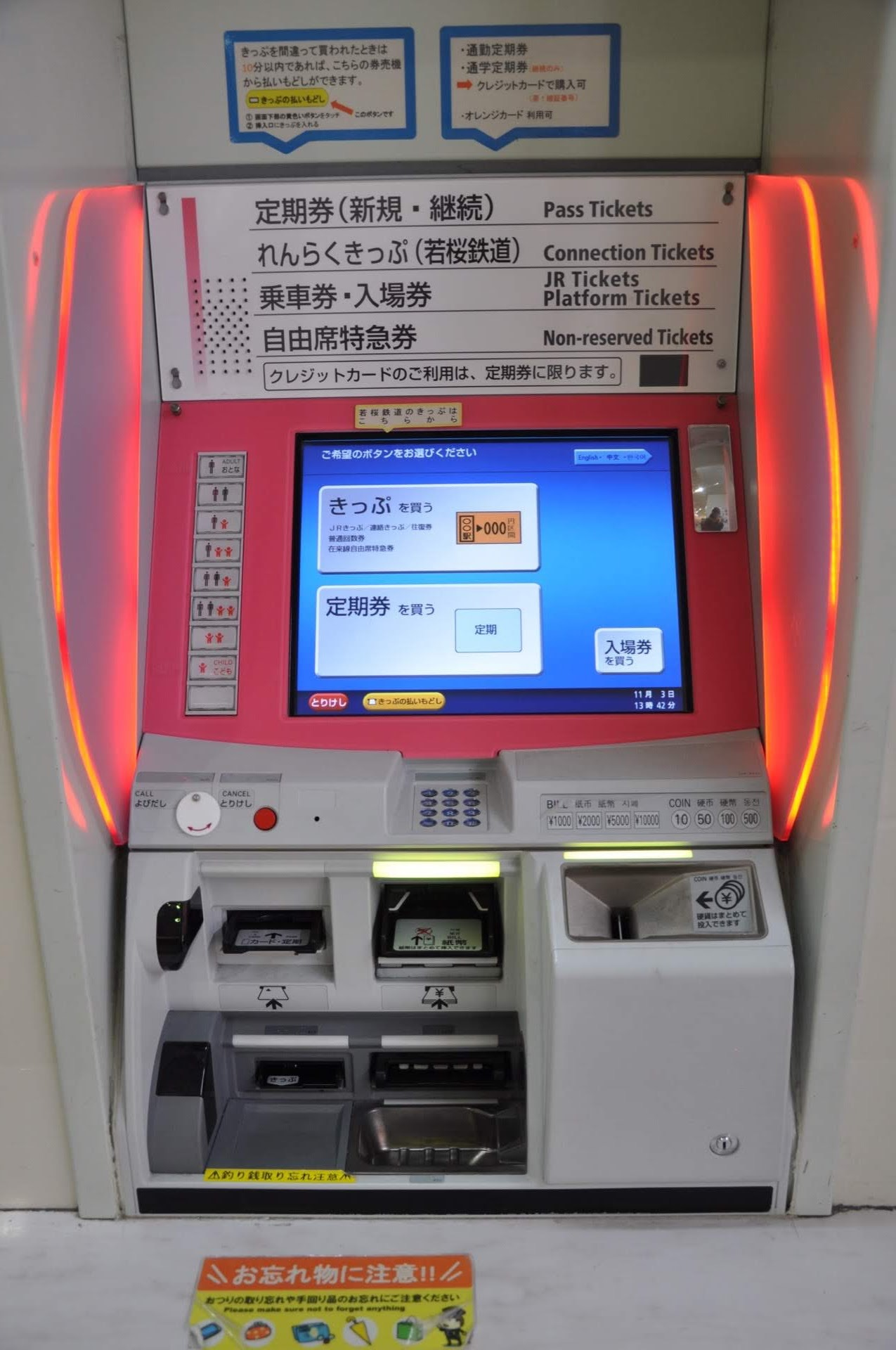
HT50ピンク色（ICカードエリア外）
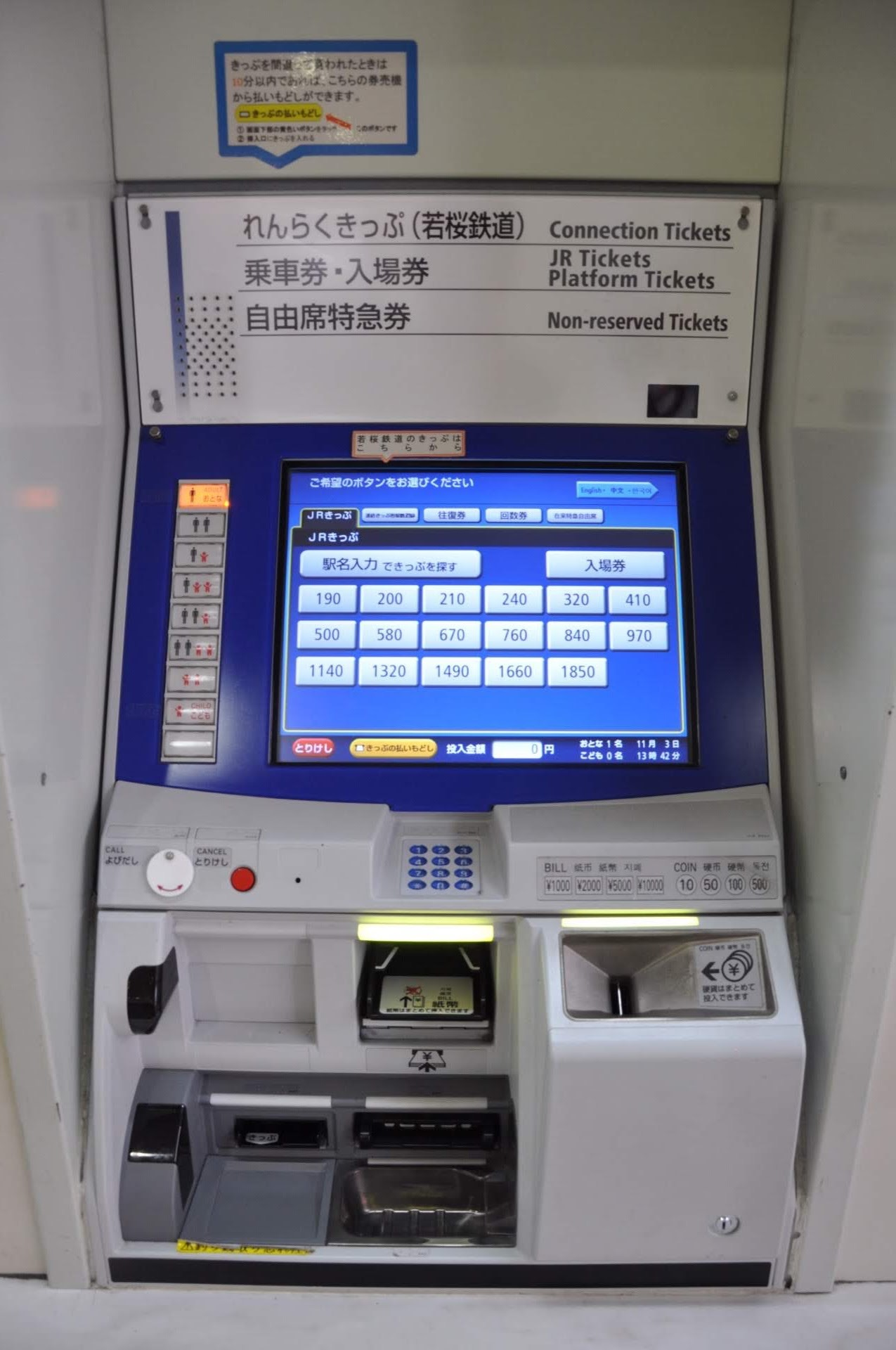
HT50紺色（ICカードエリア外）
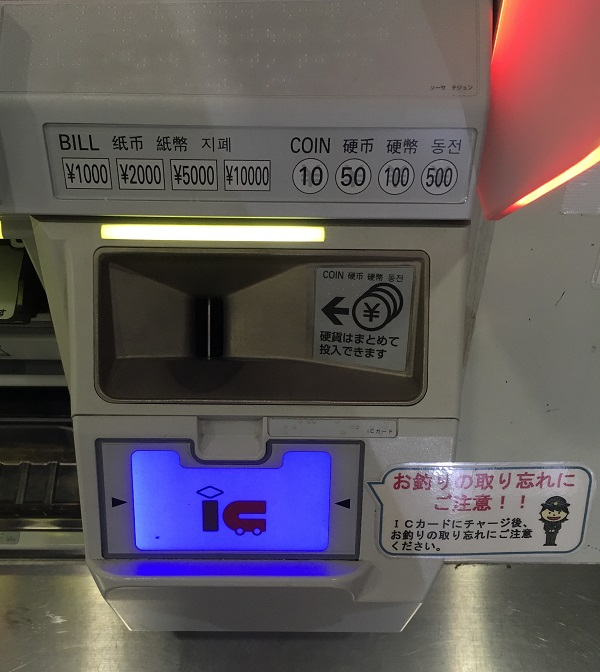
HT50のICカードリーダー

HT30はオムロン製の制御部、紙幣部、硬貨部、高見沢製のカード部、日本信号製の発券部を搭載。

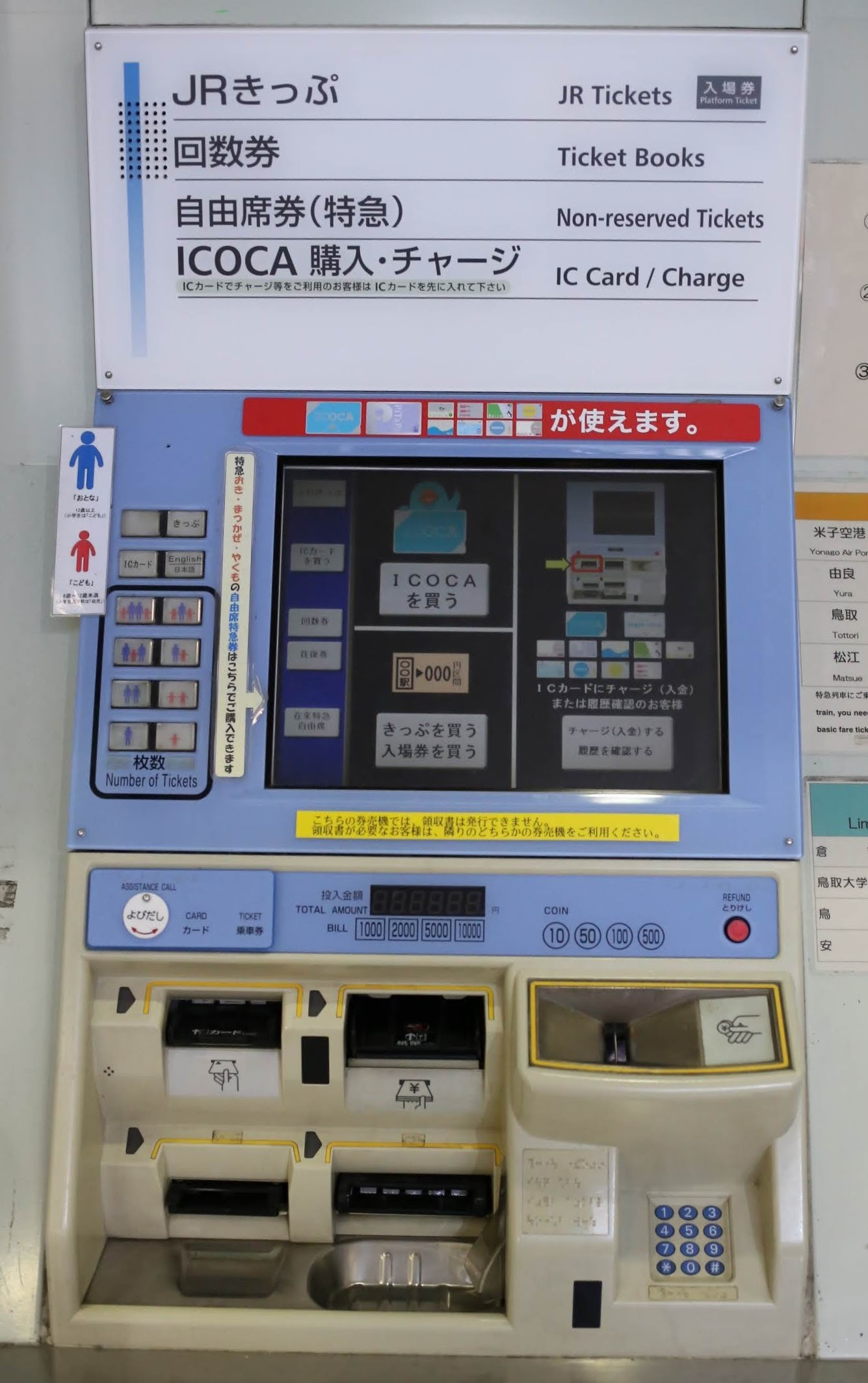
高機能券売機HT30（ICカードエリア内）
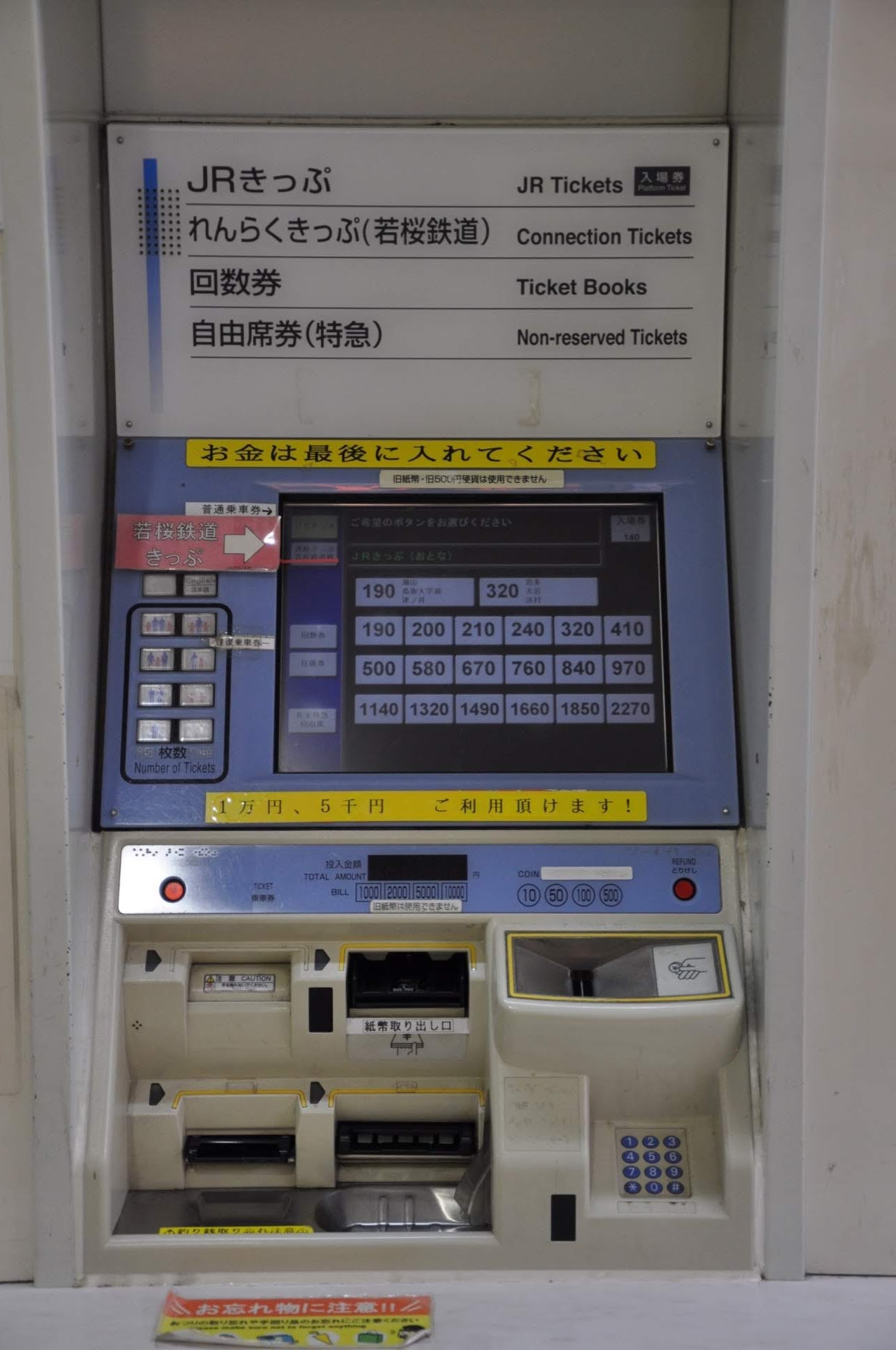
高機能券売機HT30（ICカードエリア外）

LT30はHT30のローコスト版券売機だが、発券部はオムロン製。
- 自動券売機LT30

- 精算機（FA70・FA50）

現行機であるFA70はオムロン製の制御・紙幣・硬貨部、高見沢製のカード部、発券部を搭載。先代にあたるFA50はHT30と同じである。

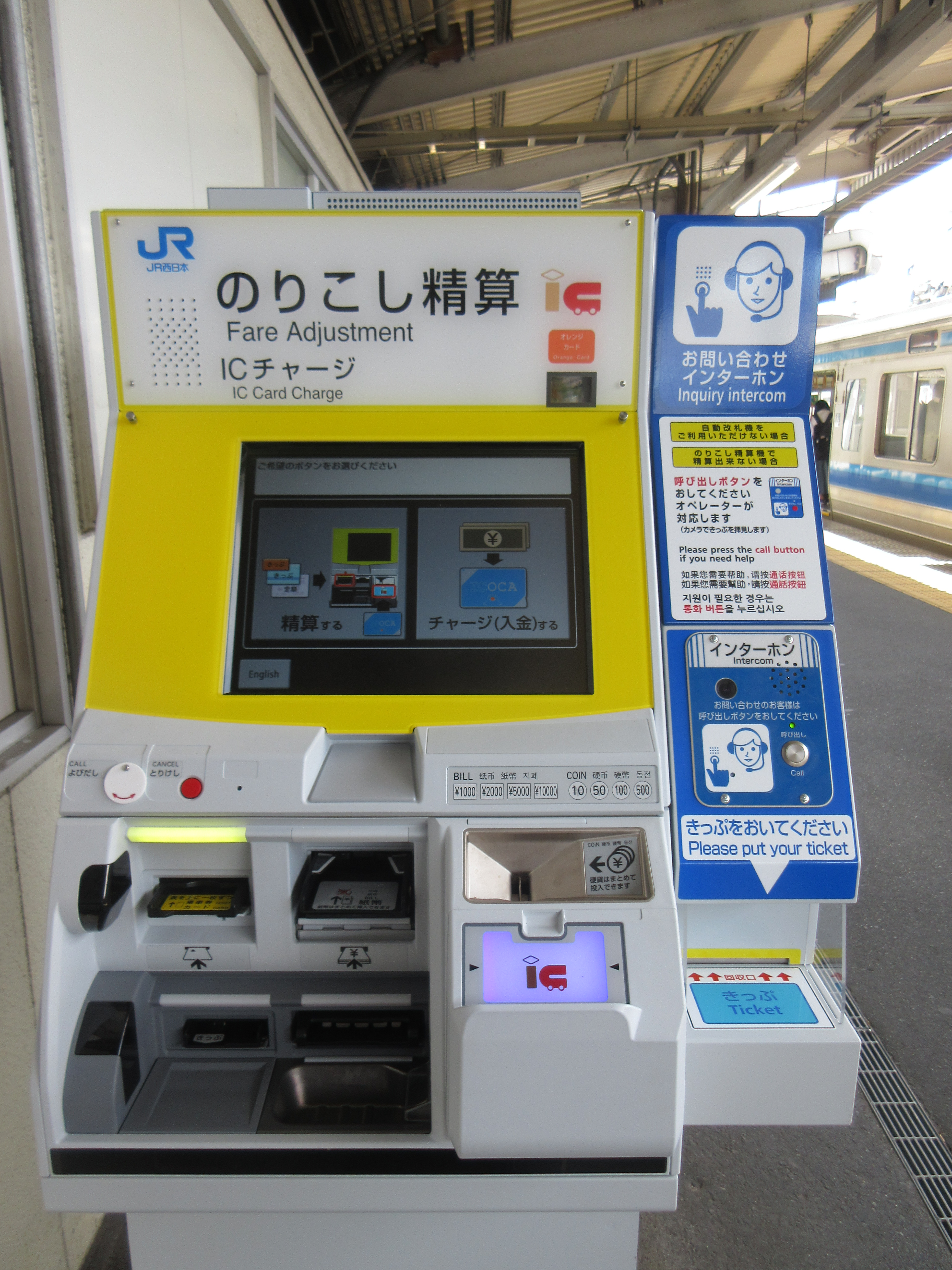
のりこし精算機FA70
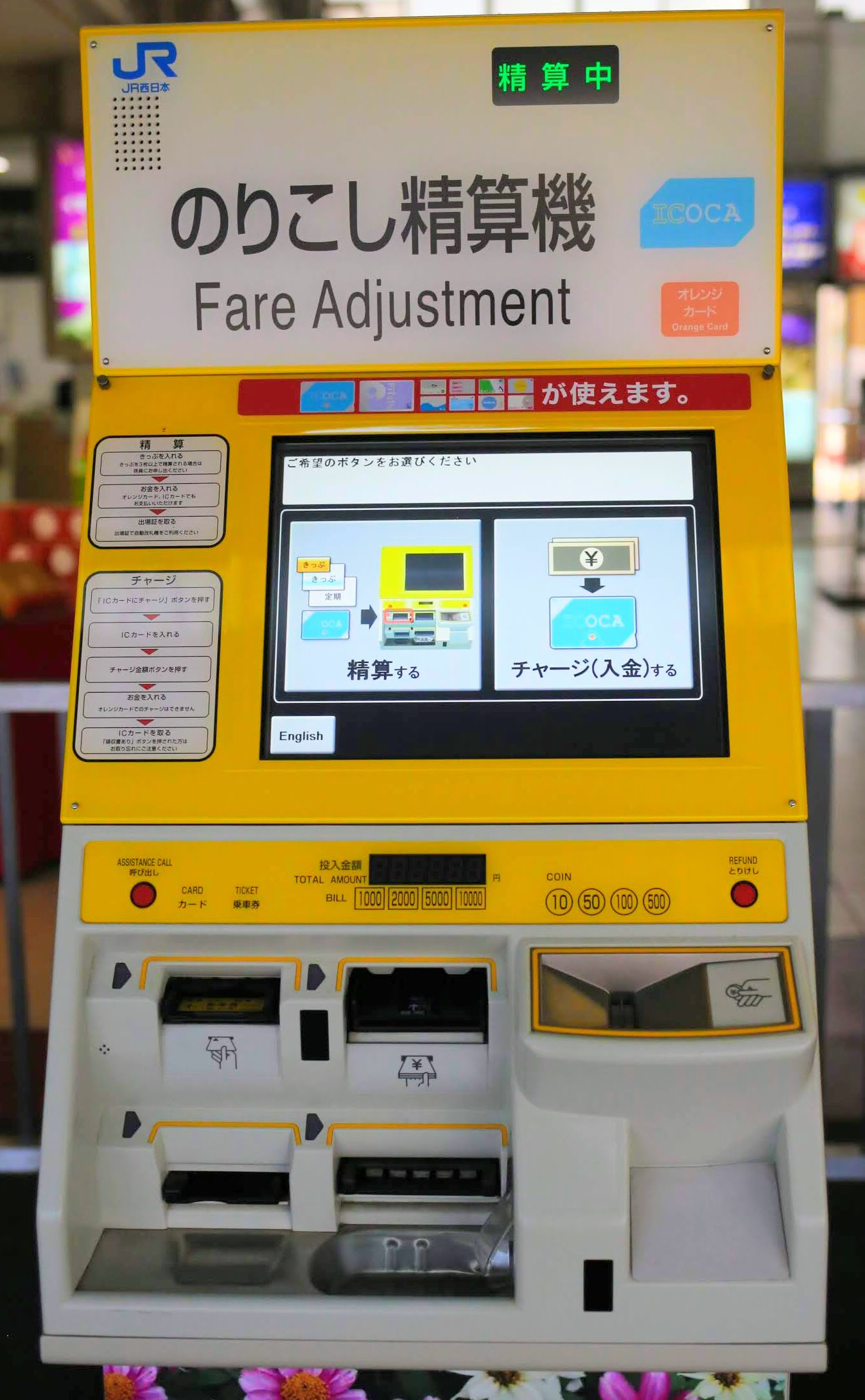
のりこし精算機FA50

- 無人駅用自動券売機 （UT70、UT50）

日本信号製の制御・紙幣・硬貨部、オムロン製の発券部を搭載。

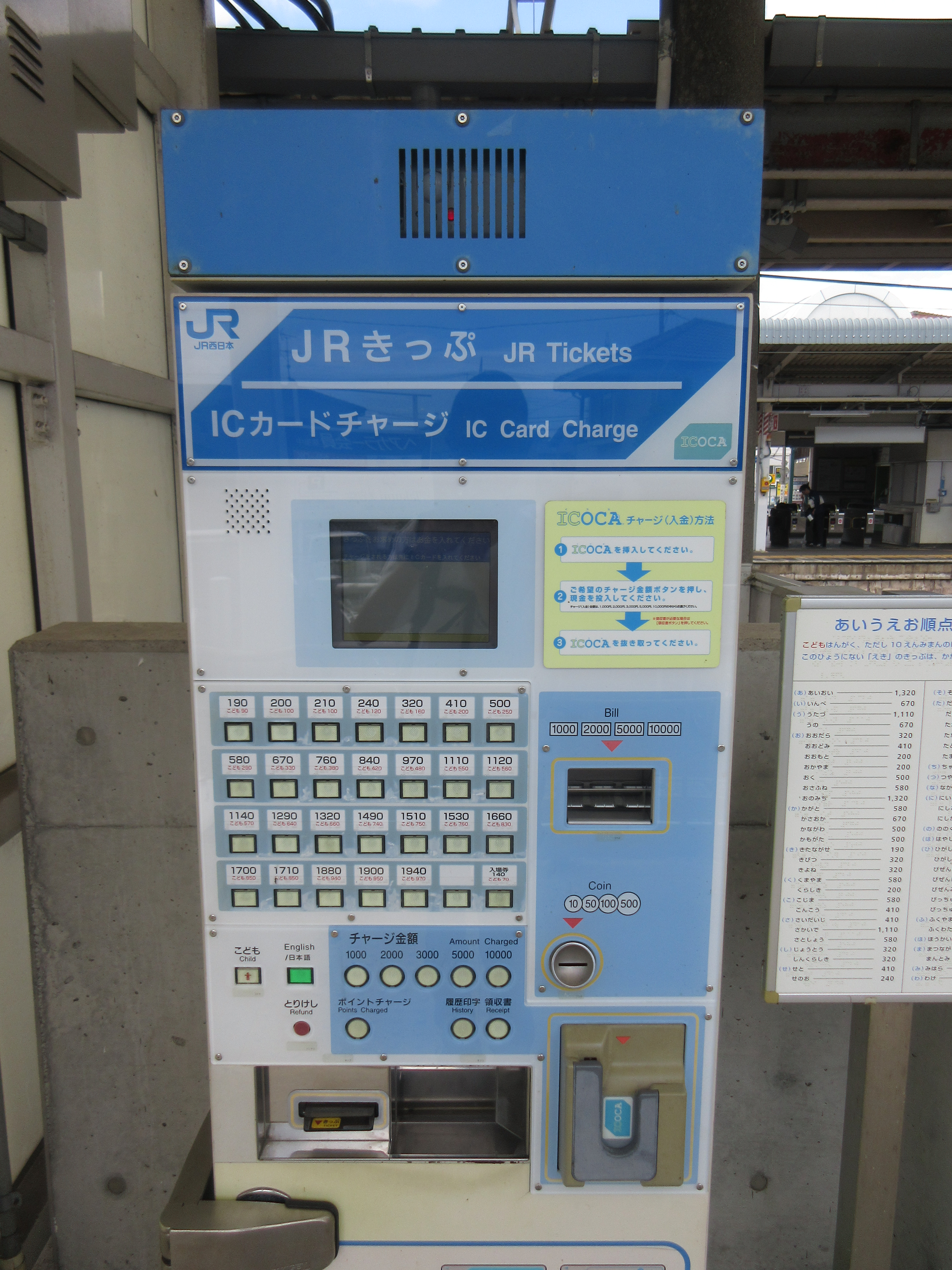
無人駅用自動券売機UT50（ICカードエリア内）
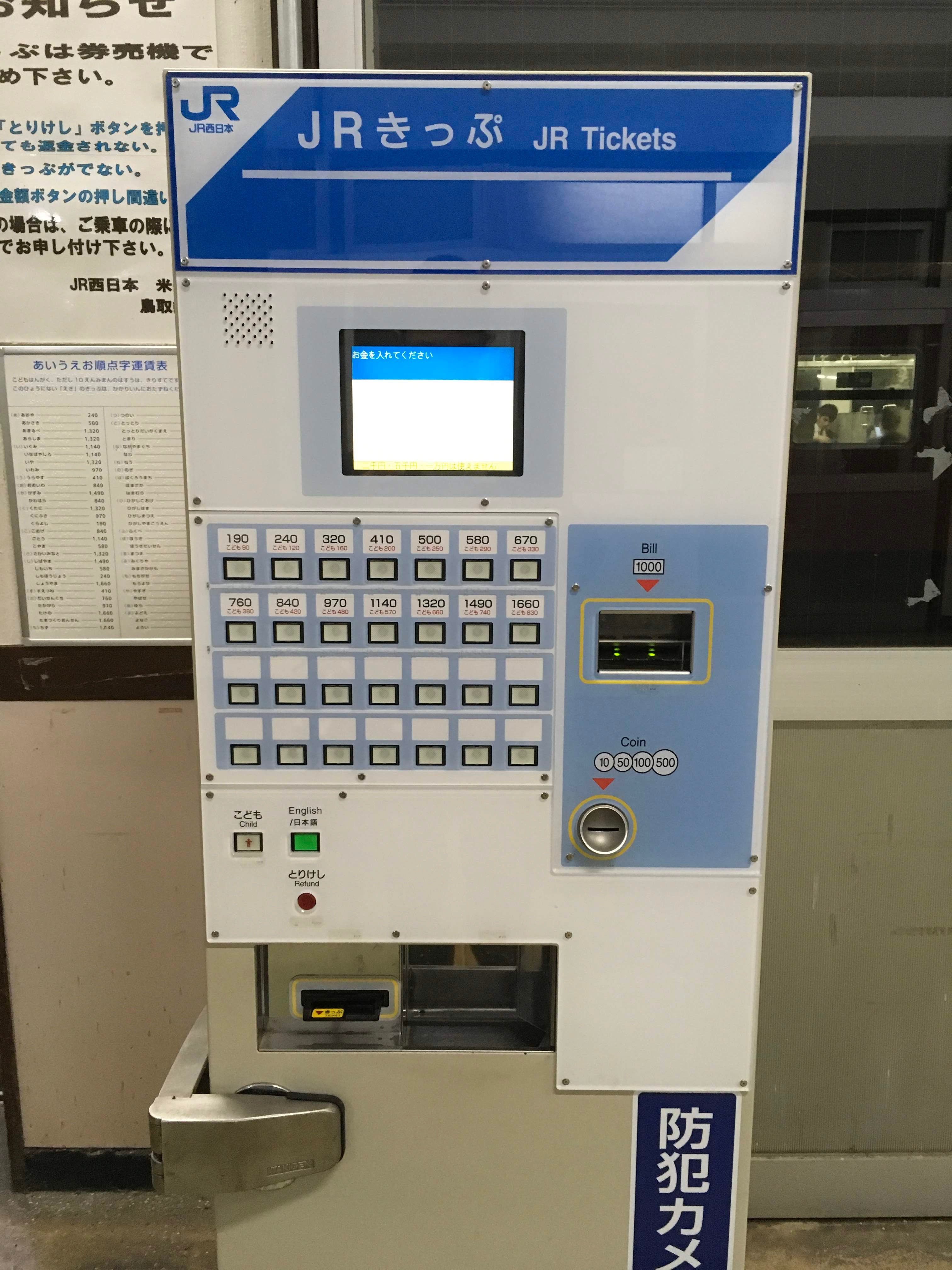
無人駅用自動券売機UT50（ICカードエリア外）
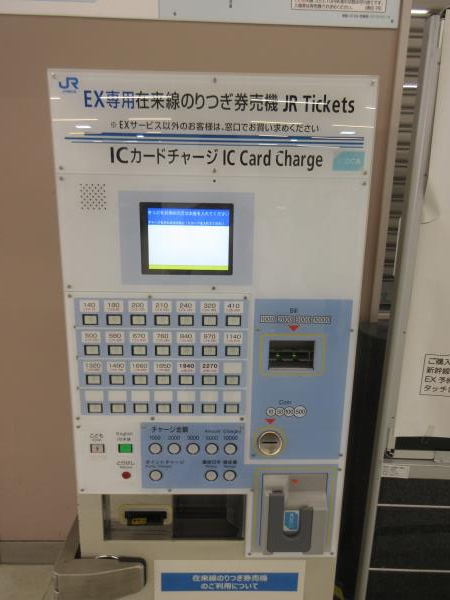
EXサービス乗り継ぎ用券売機（姫路駅）

- 入金機 （VC50）

高見沢製の筐体、制御部、紙幣部を搭載。

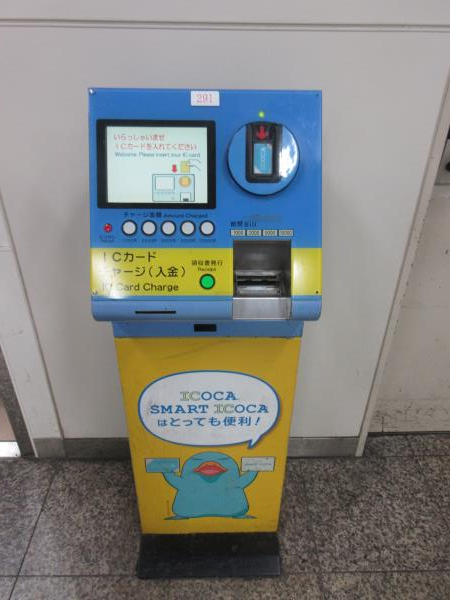
ICカード入金機 VC50（関西エリア）
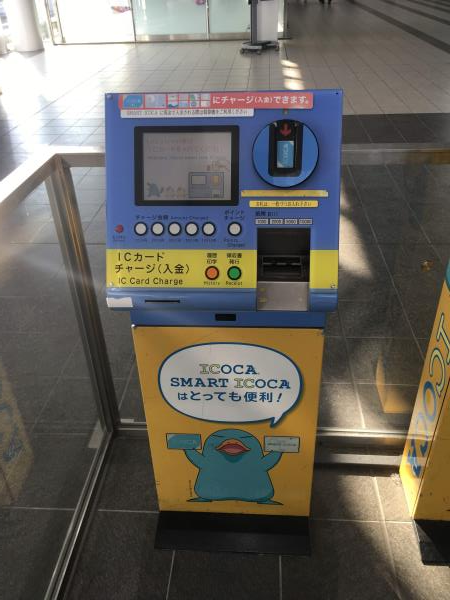
ICカード入金機 VC50（関西エリア以外）
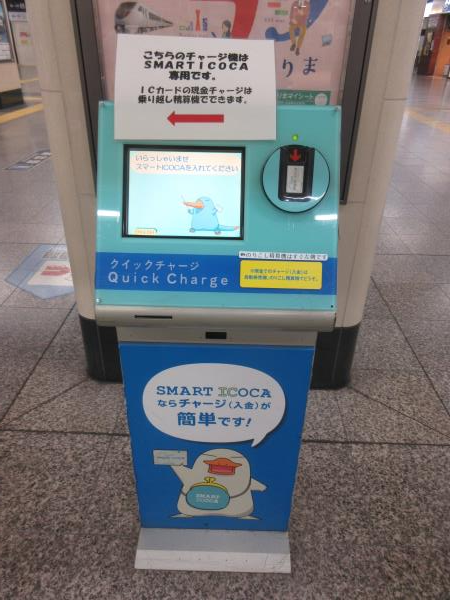
スマートICOCA用クイックチャージ機
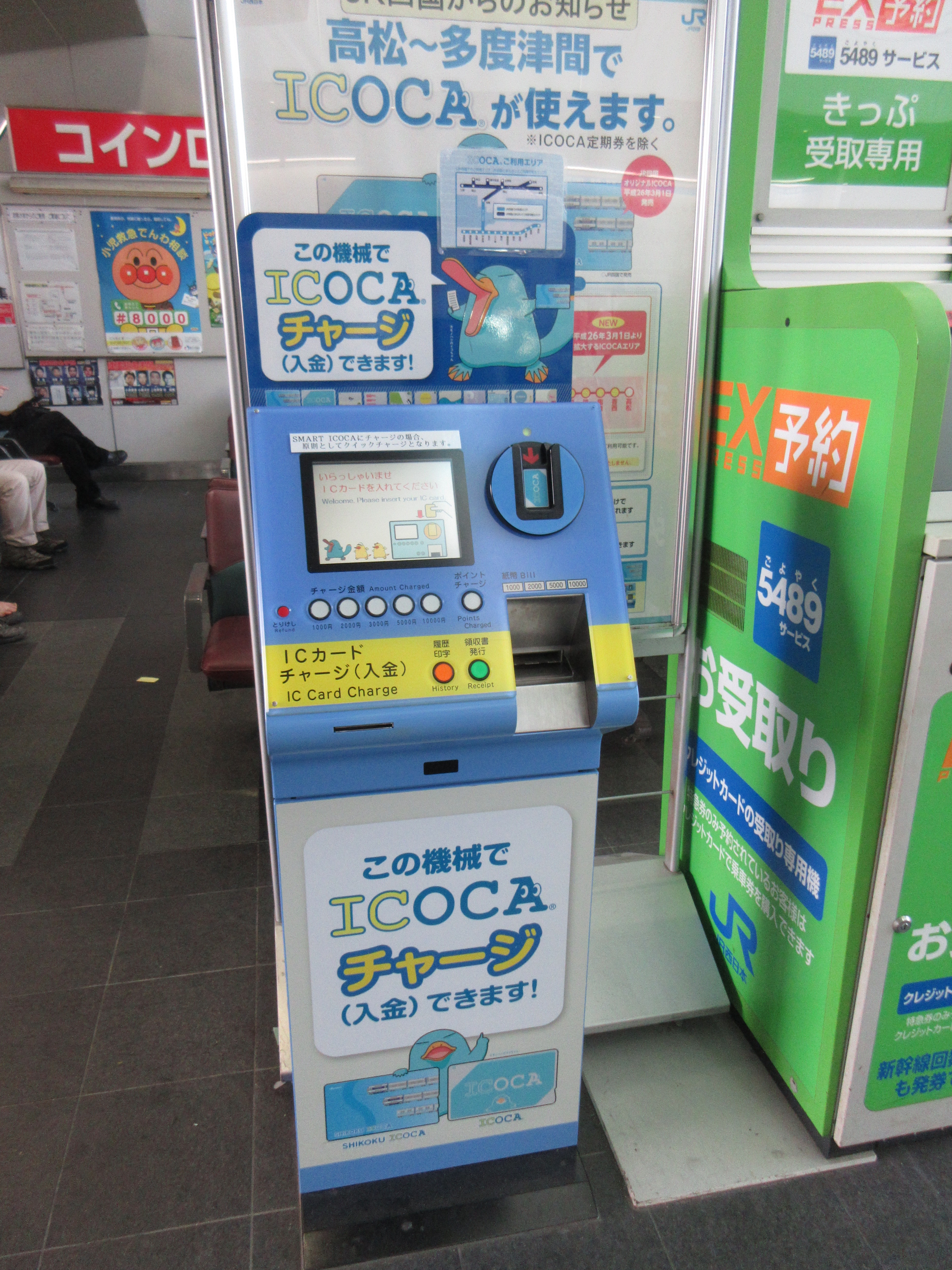
ICカード入金機 VC50 この入金機は当社製だが、JR四国にも設置されている。

- 窓口処理機（EC50）、改札機監視盤（GC50）

カードリーダーはオムロン製、感熱プリンターはエプソン製、タッチパネルはタッチパネル・システム製。

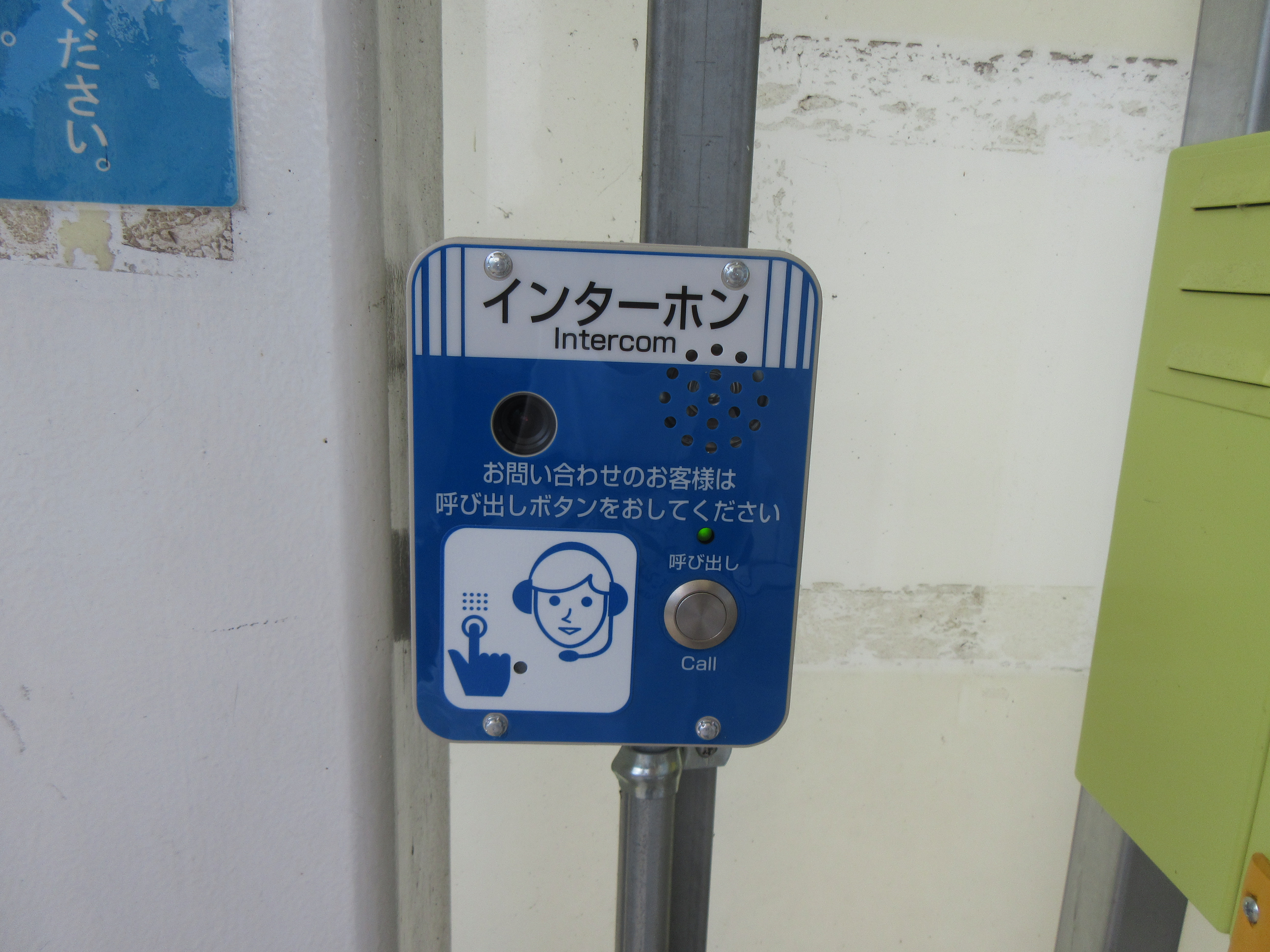
インターホン  - インターホン

- 統括管理サーバー、出改札データ管理装置、係員操作ゲートなど。

顧客はJR西日本、JR四国、IRいしかわ鉄道、あいの風とやま鉄道。